# Сан Бјађо Сарачиниско
Сан Бјађо Сарачиниско (итал. San Biagio Saracinisco) је насеље у Италији у округу Фрозиноне, региону Лацио.
Према процени из 2011. у насељу је живело 126 становника. Насеље се налази на надморској висини од 851 м.

## Становништво
Према резултатима пописа становништва 2011. у општини је живело 361 становника.
| 1931. | 1936. | 1951. | 1961. | 1971. | 1981. | 1991. | 2001. | 2011. |
| ----- | ----- | ----- | ----- | ----- | ----- | ----- | ----- | ----- |
| 1.019 | 1.127 | 1.063 | 1.083 | 573   | 478   | 438   | 365   | 361   |